# عبد الجبار خمران
عبد الجبار خمران هو  مسرحي مغربي، مقيم بباريس، ولدة في 6 ماي 1974،  حاصل على دبلوم المعهد العالي للفن المسرحي بالرباط 

## عمله
أخرج مسرحيا العروض التالية:
- مسرحية "التابوت" دراماتورجيا وإخراج لسيرة (أقواس أيامي) للمسرحي المغربي الراحل محمد تيمد – 2019م.
- مسرحية "العقدة" لمحمد سيف – فرقة نادي الحسيمة للمسرح 2019م.

- كتب العديد من المقالات والمتابعات المسرحية والثقافية بجرائد عربية ووطنية ك «القدس العربي» و «رؤى» و «الجريدة الأولى» وكذا بمواقع إلكترونية مختلفة.[1][2]

## مهام فنية وثقافية
- مدير فني لفرقة (دوز تمسرح)
- عضو لجنة الدعم المسرحي بوزارة الشباب والثقافة والتواصل المغربية (2017 – 2018).
- مدير سابق في إدارة التواصل والإعلام في الهيئة العربية للمسرح / الشارقة (من 2019 إلى 2022).
- محرر مجلة الفوانيس المسرحية الإلكترونية
- عضو مؤسس لتعاونية الإعلام الإلكتروني المسرحي العربي
- عضو مؤسس لتنسيقية (المسرحيون العرب في المهجر)
- عضو منظم لمهرجان فنون الشارع "أوال ناغ / كلامنا"- بمراكش.
- عضو منظم لمهرجان "بصيغة المؤنث" - باريس
- عضو لجنة تحكيم مهرجان المسرح الجامعي بفاس 2016.
- عضو لجنة تحكيم مهرجان جائزة أكادير للمسرح الاحترافي 2016.
- عضو لجنة تحكيم مسابقة الكتابة لمسرح الناشئة بالشارقة 2021.
- عضو لجنة انتقاء عروض مهرجان كلباء للمسرحيات القصيرة 2022.

## مؤلفاته
- كتاب "ثريا جبران.. الأيقونة" أعده بشراكة مع الحسن النفالي، صدر عن منشورات وزارة الشباب والثقافة والتواصل، 2023.
- كتاب "مخرجون وتجارب في المسرح المغربي المعاصر"، 2018
- كتاب "حوارات في المسرح العربي"، 2015.
- مجموعة قصصية "قوارب بيضاء" عن دار سندباد للنشر بالقاهرة، 2010.